# Aconothobius anthobius
Aconothobius anthobius är en loppart som beskrevs av Smit 1975. Aconothobius anthobius ingår i släktet Aconothobius och familjen smågnagarloppor. Inga underarter finns listade i Catalogue of Life.